# Navy Blue and Gold
Navy Blue and Gold is een Amerikaanse dramafilm uit 1937 onder regie van Sam Wood. Destijds werd de film in Nederland uitgebracht onder de titel Helden der marine.

## Verhaal
Drie jongens volgen een officiersopleiding aan de zeevaartschool van Annapolis. Richard is een telg uit een rijke familie, Roger een atleet en John een matroos. Al gauw worden ze behalve goede vrienden ook kamergenoten.

## Rolverdeling
| Acteur            | Personage         |
| ----------------- | ----------------- |
| Robert Young      | Roger Ash         |
| James Stewart     | John Cross Carter |
| Florence Rice     | Patricia Gates    |
| Billie Burke      | Alyce Gates       |
| Lionel Barrymore  | Kapitein Dawes    |
| Tom Brown         | Richard Gates jr. |
| Samuel S. Hinds   | Richard Gates sr. |
| Paul Kelly        | Tommy Milton      |
| Barnett Parker    | Graves            |
| Frank Albertson   | Weeks             |
| Minor Watson      | Luitenant Milburn |
| Robert Middlemass | Opzichter         |
| Phillip Terry     | Kelly             |
| Charles Waldron   | Commandant Carter |
| Pat Flaherty      | Trainer           |